# Apatovec
Apatovec falu Horvátországban Kapronca-Kőrös megyében. Közigazgatásilag Kőröshöz tartozik.

## Fekvése
Kőröstől 14 km-re északra a Kemléki-hegységben fekszik.

## Története
A falu területe a középkorban a Jeruzsálemi Szent Sír Lovagrend glogovnicai uradalmához tartozott, melynek határait II. András király 1207-ben kelt oklevelében írják le először. Az oklevélben II. András megerősítette a Szent Sír Lovagrendet, a Glogovnica, Strazice és Rasina (a mai Gliboki)-patakok közelében feküdt hét falvuk birtokában, valamint lakosait a templomosok és a johanniták földjein élők korábban is élvezett szabadságjogaikban. A birtok határai északon a Gradec-hegy, keleten a Koprivnica-patakig nyúltak. Bár a falvak a 16. századi török hódítás következtében eltűntek a "Stražice" helynév ma is él egy Apatovectől keletre fekvő bányaterület nevében.
A terület még 1303-ban is a lovagrend birtoka volt, melyet az az oklevél igazol, melyben a csázmai káptalan rendelkezik néhány, a Szűz Mária egyház prépostságához kapcsolódó, az apatoveci birtokhoz tartozó föld vonatkozásában ("particula terre ad possessionem Apatholch"). A birtok a 15. századig volt a rend igazgatása alatt, ekkor a zágrábi prépostságé lett, majd a 1633-ban II. Ferdinánd király a jezsuita rendnek adta át. A prépostság egykori Szűz Mária templomát történészek a mai donja glogovnicai templom közelébe helyezik.
Ranko Pavleš megemlíti, hogy Csánky 1893-ban a falu nevét azzal magyarázza, hogy az egy időben Dénes bán adományából a Zala vármegyei Türje premontrei apátságának birtoka volt, azonban az 1249-ben, 1303-ban és 1316-ban kelt dokumentumok szerint az másé, végig a Szent Sír Lovagrendé volt. Ennek viszont a falu neve mond ellent, mert ez esetben nem lehetett apátági birtok. A kérdés máig sem tisztázott. Mindenesetre feltételezték, hogy valamilyen, a premontreiek által emelt szakrális építménynek már a középkorban lennie kellett a faluban, bár erre semmilyen bizonyíték nincsen.
A falunak 1857-ben 707, 1900-ban 901 lakosa volt. Trianonig Belovár-Kőrös vármegye Körösi járásához tartozott. 2001-ben a falunak 426 lakosa volt.

## Nevezetességei
Szent Péter apostol tiszteletére szentelt temploma középkori eredetű. A 18. századi egyházi vizitációk még Szent Ilona kápolnaként említik. 1643-ban Berger tábornagy támadásakor súlyos károkat szenvedett. Nem tudni, hogy ezután újjáépítették-e. A mai kápolna a 19. században épült. Berendezésének ékessége az 1653-ból származó oltár.